# 티엔자바오흐우
티엔자바오흐우(베트남어: Thiên Gia Bảo Hựu / 天嘉寶祐 천가보우 / 1202년 8월 ~ 1205년 3월)는 베트남 리 왕조(李朝) 고종(高宗) 리롱깐(李龍𣉙)의 세번째 연호이다. 《대월사기전서》(大越史記全書)에서는 티엔자바오흐우로 적혀 있지만,《월사략》(越史略)에서는 티엔뜨바오흐우(베트남어: Thiên Tư Bảo Hựu / 天資寶祐 천자보우)로 적혀있다.

## 개원
- 티엔뜨자투이(天資嘉瑞) 17년(1202년) 8월에 연호를 티엔자바오흐우(天嘉寶祐)로 개원함.[1][2][3]

- 티엔자바오흐우(天嘉寶祐) 4년(1205년) 3월에 연호를 찌빈롱응(治平龍應)으로 개원함.[1][2][4]

## 연대 대조표
| 티엔자바오흐우 | 원년       | 2년        | 3년        | 4년        |
| 서기(西紀)     | 1202년     | 1203년     | 1204년     | 1205년     |
| 간지(干支)     | 임술(壬戌) | 계해(癸亥) | 갑자(甲子) | 을축(乙丑) |

## 동시대 연호

### 중국
남송(南宋)
- 가태(嘉泰) (1201년 ~ 1204년)
- 개희(開禧) (1205년 ~ 1207년)

금(金)
- 태화(泰和) (1201년 ~ 1209년)

서하(西夏)
- 천경(天慶) (1194년 ~ 1206년)

대리국(大理國)
- 봉력(鳳曆) (1200년 ~ 1203년?)
- 원수(元壽) (1203년? ~ 1204년)
- 천개(天開) (1205년 ~ 1225년)

서요(西遼)
- 천희(天禧) (1177년 ~ 1211년)

### 일본
- 겐닌(建仁) (1201년 ~ 1204년)
- 겐큐(元久) (1204년 ~ 1206년)